# Гринчак, Валерий Иванович
Валерий Иванович Гринча́к (род. 21 июня 1957) — советский военный деятель, Герой Советского Союза (1985), участник Афганской войны.

## Биография
Родился 21 июня 1957 года в селе Чемерполь (ныне Кировоградская область, Украина) в крестьянской семье. Украинец.

В 1972 году окончил Чемерпольскую восьмилетнюю школу, а в 1974 году — Сабатиновскую среднюю школу Ульяновского района Кировоградской области.

По окончании школы в 1974 году поступил на обучение в Киевское высшее общевойсковое командное училище имени М. В. Фрунзе, на факультет разведки.
В 1977 году вступил в ряды КПСС.
В 1978 году окончил училище.
1978—1982 — командир десантно-штурмового взвода; помощник начальника штаба батальона; командир десантно-штурмовой роты 620-го отдельного десантно-штурмового батальона 13-й отдельной десантно-штурмовой бригады Дальневосточного военного округа, в н.п. Магдагачи Амурской области, РСФСР.
1982—1983 годах — командир разведывательно-десантной роты 20-го отдельного разведывательного батальона 30-й мотострелковой дивизии Центральной группы войск, в городе Зволен, ЧССР.
В 1983 году Валерий Гринчак направлен в состав Ограниченного контингента советских войск в Афганистане на должность командира разведывательной роты 285-го танкового полка 108-й мотострелковой дивизии, с дислокацией в городе Баграм. В марте 1984 года 285-й танковый полк был переформирован в 682-й мотострелковый полк и передислоцирован к концу мая в н.п. Руха в Панджшерское ущелье.
После успешной операции по ликвидации банды душманов, устраивавшей обстрелы автомобильных колонн (в результате ночного боя были уничтожены 30 душманов, собрано стрелковое оружие и итальянские мины) ст. лейтенант Гринчак был награждён орденом Красной Звезды.
19 июля 1984 года капитан Гринчак был назначен на должность начальника штаба 781-го отдельного разведывательного батальона 108-й мотострелковой дивизии, но не успел вступить в должность по причине тяжелого ранения, полученного в ходе Панджшерской операции 1984 года.
В бою в долине Панджшер он наступил на мину, после чего был эвакуирован на вертолете и доставлен в медицинский батальон. После первой хирургической операции он был отправлен в военный госпиталь в Кабуле, ещё через три дня — вывезен в госпиталь в Москве.
Указом Президиума ВС СССР от 18 февраля 1985 года за мужество и героизм, проявленные при оказании интернациональной помощи Демократической Республике Афганистан капитану Гринчаку Валерию Ивановичу было присвоено звание Героя Советского Союза.
После шести хирургических операций и завершения лечения в госпитале, В. И. Гринчак несмотря на ампутацию обеих ног решил продолжить военную службу и написал письмо на имя министра обороны СССР. По результатам рассмотрения письма, он был направлен на преподавательскую работу.
1985—1992 — Гринчак выполняет обязанности помощник начальника отдела и преподавателя военной истории Киевского высшего общевойскового командного училища.
С 1992 года — пенсионер Министерства обороны Украины.
В 1993—1998 годах — обучался на юридическом факультете в КГУ имени Т. Г. Шевченко, где получил специальность «правоведение», государственно-правовая специализация.
1995—2006 годах — помощник председателя правления ЗАО «Гелиотроп» — Украинского союза ветеранов Афганистана.
С 1999 года по настоящее время В. И. Гринчак на общественной работе — консультант Комитета Верховной Рады Украины по делам пенсионеров, ветеранов и инвалидов, а с 2002 года одновременно является председателем контрольно-ревизионной комиссии Национальной Ассамблеи инвалидов Украины. Живёт в городе-герое Киеве.

## Подвиг
Из наградного листа о присвоении звания Герой Советского Союза:
14 июля 1984 года принял бой, в котором получил тяжёлое ранение обеих ног, однако самостоятельно оказал себе первую медицинскую помощь, превозмогая боль, сохраняя выдержку и хладнокровие, не оставил поле боя, а продолжал умело руководить действиями роты…

## Награды
Государственные награды СССР:
- медаль «Золотая Звезда»[1] № 11523 (18.2.1985);
- Орден Ленина[1] (18.2.1985);
- орден Красной Звезды[1] (13.6.1984);
- медали.

Государственные награды Украины
- Орден «За мужество» III степени (15.2.1999);
- знак отличия «Орден За мужество» Уполномоченного Верховного Совета Украины по правам человека (23.2.2007);
- медали.